# Chi Ngỗng đen
Chi Ngỗng đen, tên khoa học Branta là một chi chim trong Phân họ Ngỗng, thuộc họ Vịt. Các loài trong chi này hiện diện ở các vùng ven biển phía bắc của Cổ Bắc cự và khắp Bắc Mỹ, di cư đến các bờ biển phía nam hơn vào mùa đông và là loài chim cư trú ở quần đảo Hawaii. Một mình ở Nam bán cầu, một quần thể hoang dã tự duy trì có nguồn gốc từ ngỗng Canada du nhập cũng được tìm thấy ở New Zealand.

## Các loài
- Ngỗng đen (Branta bernicla)
- Ngỗng Canada (Branta canadensis)
- Branta hutchinsii
- Ngỗng đen má trắng (Branta leucopsis)
- Ngỗng ngực đỏ (Branta ruficollis)
- Ngỗng Hawaii (Branta sandvicensis)